# Tectus (Tectus) dentatus
Tectus (Tectus) dentatus is een slakkensoort uit de familie van de Tegulidae. De wetenschappelijke naam van de soort is voor het eerst geldig gepubliceerd in 1775 door Forskål in Niebuhr.